# فیفتی لیکی (مینه‌سوتا)
فیفتی لیکی، مینه‌سوتا (به انگلیسی: Fifty Lakes, Minnesota) یک شهر در ایالات متحده آمریکا است که در شهرستان کرو وینگ، مینه‌سوتا واقع شده‌است.

## خصوصیات
فیفتی لیکی ۸۵٫۸۸ کیلومترمربع مساحت و ۳۸۷ نفر جمعیت دارد و ۳۹۳ متر بالاتر از سطح دریا واقع شده‌است.